# تپه نادری صیدآباد
تپه نادری صید آباد مربوط به دوران پیش از تاریخ ایران باستان است و در شهرستان مشهد، بخش احمدآباد، روستای صید آباد واقع شده و این اثر در تاریخ ۷ مهر ۱۳۸۱ با شمارهٔ ثبت ۶۴۳۹ به‌عنوان یکی از آثار ملی ایران به ثبت رسیده است.